# Cosinus director
En geometria analítica, els cosinus directors (o cosinus de direcció) d'un vector són els cosinus dels angles entre el vector i els tres eixos de coordenades. De manera equivalent, són les aportacions de cada component de la base a un vector unitari en aquesta direcció. Els cosinus directors són una extensió anàloga de la noció habitual de pendent a dimensions més altes.

## Coordenades cartesianes tridimensionals
Si v és un vector euclidià en un espai euclidià tridimensional, ℝ3,
{\displaystyle \mathbf {v} =v_{x}\mathbf {e} _{x}+v_{y}\mathbf {e} _{y}+v_{z}\mathbf {e} _{z},}
on ex, ey, ez són la base canònica en la notació cartesiana, llavors, els cosinus directors són
{\displaystyle {\begin{alignedat}{2}\alpha &{}=\cos a={\frac {\mathbf {v} \cdot \mathbf {e} _{x}}{\Vert \mathbf {v} \Vert }}&&{}={\frac {v_{x}}{\sqrt {v_{x}^{2}+v_{y}^{2}+v_{z}^{2}}}},\\\beta &{}=\cos b={\frac {\mathbf {v} \cdot \mathbf {e} _{y}}{\Vert \mathbf {v} \Vert }}&&{}={\frac {v_{y}}{\sqrt {v_{x}^{2}+v_{y}^{2}+v_{z}^{2}}}},\\\gamma &{}=\cos c={\frac {\mathbf {v} \cdot \mathbf {e} _{z}}{\Vert \mathbf {v} \Vert }}&&{}={\frac {v_{z}}{\sqrt {v_{x}^{2}+v_{y}^{2}+v_{z}^{2}}}}.\end{alignedat}}}

Vector v en ℝ3
Cosinus directors i angles de direcció del vector unitari v/|v|

D'aquí es dedueix que s'eleva al quadrat cada equació i es sumen els resultats
{\displaystyle \cos ^{2}a+\cos ^{2}b+\cos ^{2}c=\alpha ^{2}+\beta ^{2}+\gamma ^{2}=1.}
Aquí α, β i γ són els cosinus directors i les coordenades cartesianes del vector unitari v/|v|, i a, b i c són els angles de direcció del vector v.
La direcció dels angles a, b i c són angles aguts i obtusos; per exemple, 0 ≤ a ≤ π, 0 ≤ b ≤ π i 0 ≤ c ≤ π, i denoten els angles formats entre v i els vectors base unitaris, ex, ey i ez.

## Significat general
Més en general, el cosinus director es refereix al cosinus de l'angle entre els dos vectors. Són útils per formar matrius cosinus de direcció que expressen un conjunt de vectors de base ortonormals en termes d'un altre conjunt, o per expressar un vector conegut en una base diferent.